# Isole della Thailandia

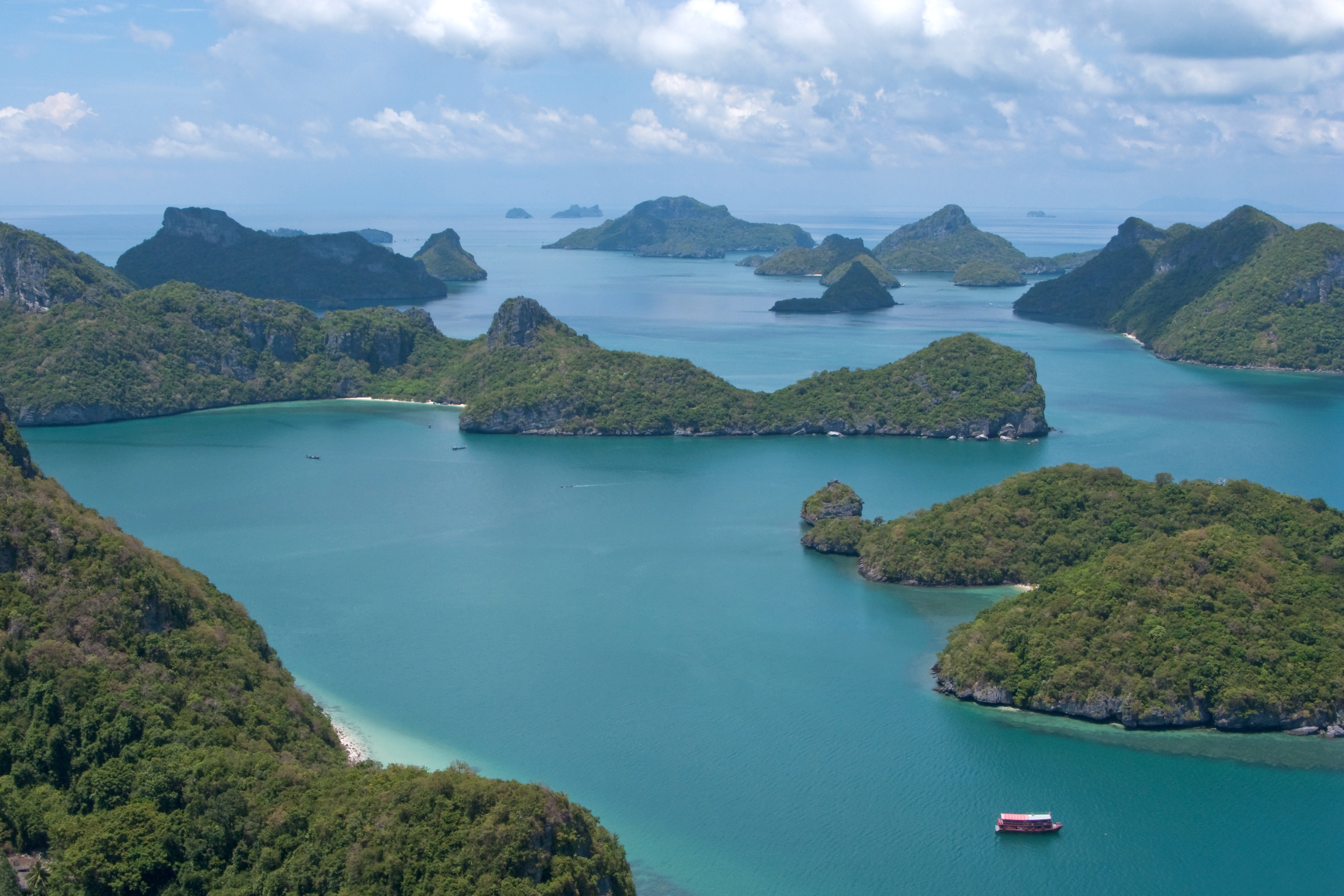
Parco nazionale Ang Thong

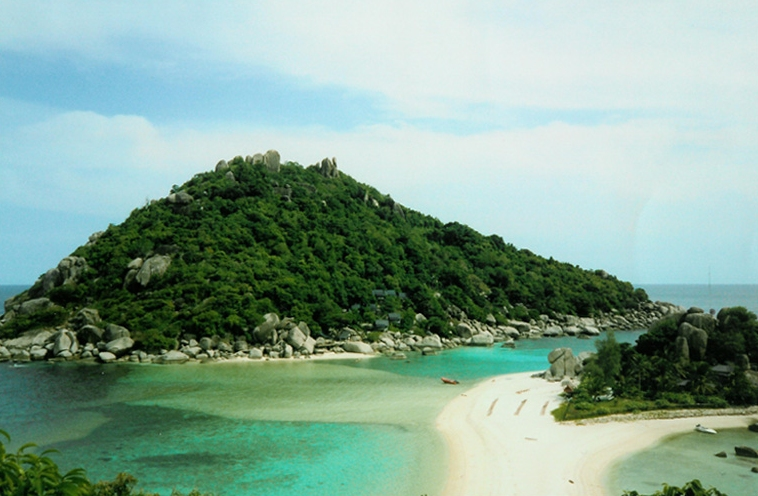
Ko Nang Yuan

Questa è una lista non esaustiva delle isole della Thailandia.
La Thailandia ha centinaia di isole sia nel golfo del Siam sia nel mare delle Andamane. Tutte le isole della Thailandia sono costiere; l'area centrale del golfo del Siam è libera da isole, perciò la Thailandia non ha isole in mare aperto. La maggior parte delle isole della Thailandia era disabitata in passato, ma recentemente molte si sono sviluppate come mete per turisti.
Molte isole thailandesi sono raggruppate in arcipelaghi numerosi; la Baia Phang Nga ha 67 isole, il Parco Nazionale Mu Ko Chang ne ha 52, il Parco Nazionale Tarutao 51 e il Parco Nazionale Ang Thong 42. Per l'alto numero di isole in Thailandia, la lista seguente non è completa.
Note:
1. In thailandese, i nomi delle isole sono normalmente preceduti dalla parola Ko/Koh/Go/Goh (in alfabeto thailandese เกาะ), che significa "isola"; perciò i nomi seguenti non presenteranno un'"Isola di" iniziale, se non quando il Ko non è presente. Ad esempio, "Isola di Ko Phi Phi" sarebbe ridondante, mentre "Ko Phi Phi" e "Isola di Phi Phi" sono corretti.
2. Mappe diverse generalmente traslitterano i nomi thailandesi in modo differente: ad esempio Ko Mak può essere letto anche Koh Mak, Koh Maak o Koh Mark. La lista seguente dà la precedenza al sistema generale reale thailandese di trascrizione, preferito dallo stesso governo della Thailandia. In ogni caso nomi alternativi sono contenuti nella colonna apposita o tra parentesi.

## Isole maggiori
| Nome           | Nome thailandese | Nomi alternativi    | Provincia   | Coordinate                 |
| -------------- | ---------------- | ------------------- | ----------- | -------------------------- |
| Khao Phing Kan | เขาพิงกัน          |                     | Phang Nga   | 8°16′31.36″N 98°30′02.02″E |
| Ko Chang       | เกาะช้าง          |                     | Trat        | 12°03′36″N 102°19′48″E     |
| Ko Kut         | เกาะกูด           | Kood                | Trat        | 11°39′36″N 102°34′12″E     |
| Ko Lanta Yai   | เกาะลันตาใหญ่      |                     | Krabi       | 7°35′N 99°03′E             |
| Ko Mak         | เกาะหมาก         | Ko Mark, Koh Mark   | Trat        | 11°49′08.4″N 102°28′48″E   |
| Ko Pha Ngan    | เกาะพะงัน         |                     | Surat Thani | 9°45′N 100°02′E            |
| Ko Phi Phi Lee | เกาะพีพีเล         | Phi Phi Leh         | Krabi       | 7°40′48″N 98°46′04.8″E     |
| Ko Phi Phi Don | เกาะพีพีดอน        |                     | Krabi       | 7°44′27.6″N 98°46′48″E     |
| Ko Rang        | เกาะรัง           | Ko Rung, Koh Rung   | Trat        | 11°48′00″N 102°23′13.2″E   |
| Ko Samet       | เกาะเสม็ด         | Ko Samed, Koh Samed | Rayong      | 12°33′54″N 101°27′00″E     |
| Ko Samui       | เกาะสมุย          |                     | Surat Thani | 9°30′N 100°00′E            |
| Ko Tao         | เกาะเต่า          |                     | Surat Thani | 10°05′24″N 99°50′16.8″E    |
| Ko Tapu        | เกาะตะปู          |                     | Phang Nga   | 8°16′31.36″N 98°30′02.02″E |
| Ko Tarutao     | เกาะตะรุเตา       |                     | Satun       | 6°35′N 99°38′E             |
| Mu Ko Similan  | เกาะสิมิลัน         |                     | Phang Nga   | 8°39′N 97°39′E             |
| Phuket         | ภูเก็ต             |                     | Phuket      | 7°58′N 98°20′E             |

## Isole della costa orientale
| Nome            | Nome thailandese | Nomi alternativi  | Provincia | Arcipelago                                                   | Coordinate                   |
| --------------- | ---------------- | ----------------- | --------- | ------------------------------------------------------------ | ---------------------------- |
| Ko Sichang      | เกาะสีชัง          |                   | Chon Buri |                                                              | 13°08′42″N 100°48′46.8″E     |
| Ko Kham Yai     | เกาะขามใหญ่       |                   | Chon Buri | Gruppo di Sichang                                            | 13°10′01.2″N 100°49′26.4″E   |
| Ko Kham Noi     | เกาะขามน้อย       |                   | Chon Buri | Gruppo di Sichang                                            | 13°10′27.84″N 100°49′48.36″E |
| Ko Ram Dok Mai  | เกาะร้ามดอกไม้     | Ko Lam Dokmai     | Chon Buri | Gruppo di Sichang                                            | 13°09′10.08″N 100°50′03.12″E |
| Ko Khang Khao   | เกาะค้างคาว       |                   | Chon Buri | Gruppo di Sichang                                            | 13°06′50.4″N 100°48′28.8″E   |
| Ko Prong        | เกาะปรง          |                   | Chon Buri | Gruppo di Sichang                                            | 13°09′54.72″N 100°49′58.8″E  |
| Ko Yai Thao     |                  |                   | Chon Buri | Gruppo di Sichang                                            | 13°07′24.24″N 100°48′33.48″E |
| Ko Thaai Tamuen |                  |                   | Chon Buri | Gruppo di Sichang                                            | 13°06′31.68″N 100°48′11.88″E |
| Ko Nok          | เกาะนอก          |                   | Chon Buri | Isolotto roccioso al largo della Baia di Pattaya             | 13°00′21.6″N 100°48′11.88″E  |
| Ko Chun         |                  |                   | Chon Buri | Isolotto roccioso con un faro al largo della Baia di Pattaya | 12°55′48″N 100°48′36″E       |
| Ko Lan          | เกาะล้าน          |                   | Chon Buri | "Isole vicine", al largo di Pattaya                          | 12°55′12″N 100°46′48″E       |
| Ko Sak          | เกาะสาก          |                   | Chon Buri | "Isole vicine", al largo di Pattaya                          | 12°55′39″N 100°47′31.2″E     |
| Ko Krok         | เกาะครก          | Krok              | Chon Buri | "Isole vicine", al largo di Pattaya                          | 12°56′36.24″N 100°48′20.52″E |
| Ko Luam         | เกาะเหลื่อม        |                   | Chon Buri | "Isole lontane", al largo di Pattaya                         | 12°57′29.16″N 100°39′02.16″E |
| Ko Luam Noi     | เกาะเหลื่อมน้อย     | Ko Lueam Noi      | Chon Buri | "Isole lontane", al largo di Pattaya                         | 12°57′23.76″N 100°39′26.28″E |
| Ko Phai         | เกาะไผ่           | Koh Pai           | Chon Buri | "Isole lontane", al largo di Pattaya                         | 12°56′02.4″N 100°40′30″E     |
| Ko Hu Chang     | เกาะหูช้าง         | Hoo Chang         | Chon Buri | "Isole lontane", al largo di Pattaya                         | 12°54′37.8″N 100°40′39″E     |
| Ko Klung Badan  | เกาะกรุงบาดาล     | Krung badan       | Chon Buri | "Isole lontane", al largo di Pattaya                         | 12°54′09.36″N 100°40′46.56″E |
| Ko Man Wichai   | เกาะมารวิชัย       | Mun Wichai        | Chon Buri | "Isole lontane", al largo di Pattaya                         | 12°52′34.68″N 100°40′27.12″E |
| Ko Rin          | เกาะริน           |                   | Chon Buri | A sud delle "Isole lontane", al largo di Pattaya             |                              |
| Ko Hin Khao     | เกาะหินแก้ว        | Hin Khao          | Chon Buri | A sud delle "Isole lontane", al largo di Pattaya             |                              |
| Hin Ton Mai     |                  |                   | Chon Buri | A sud delle "Isole lontane", al largo di Pattaya             |                              |
| Ko Kram         | เกาะคราม         | Khram             | Chon Buri |                                                              | 12°42′00″N 100°47′24″E       |
| Ko Kram Noi     | เกาะครามน้อย      |                   | Chon Buri | Gruppo di Ko Kram                                            | 12°43′37.2″N 100°47′52.8″E   |
| Ko Era          |                  | I Ra              | Chon Buri | Gruppo di Ko Kram                                            | 12°40′33.6″N 100°49′22.8″E   |
| Ko Kram         | เกาะคราม         | Kram              | Chon Buri | Gruppo di Ko Kram                                            | 12°45′39.6″N 100°50′42″E     |
| Ko Samaesan     | เกาะแสมสาร       | Samae San         | Chon Buri |                                                              | 12°34′22.8″N 100°57′00″E     |
| Ko Kham         | เกาะขาม          |                   | Chon Buri | Gruppo di Ko Samaesan                                        | 12°34′22.8″N 100°56′02.4″E   |
| Ko Raet         | เกาะแรด          | Rat, Rad          | Chon Buri | Gruppo di Ko Samaesan                                        | 12°35′06″N 100°57′50.4″E     |
| Ko Chang Kluea  |                  | Changkluea        | Chon Buri | Gruppo di Ko Samaesan                                        | 12°33′00″N 100°58′15.6″E     |
| Ko Chuang       | เกาะช่วง          |                   | Chon Buri | Gruppo di Ko Samaesan                                        | 12°31′12″N 100°57′36″E       |
| Ko Chan         |                  |                   | Chon Buri | Gruppo di Ko Samaesan                                        | 12°31′15.6″N 100°58′12″E     |
| Ko Rong Nang    |                  |                   | Chon Buri | Gruppo di Ko Samaesan                                        | 12°32′03.73″N 100°57′31.32″E |
| Ko Rong Khon    |                  |                   | Chon Buri | Gruppo di Ko Samaesan                                        | 12°31′54.08″N 100°57′34.99″E |
| Ko Samet        | เกาะเสม็ด         |                   | Rayong    |                                                              | 12°33′54″N 101°27′00″E       |
| Ko Platin       |                  |                   | Rayong    | Gruppo di Ko Samet                                           | 12°36′06.84″N 101°30′53.28″E |
| Ko Kraui        |                  |                   | Rayong    | Gruppo di Ko Samet                                           | 12°35′35.52″N 101°30′38.88″E |
| Ko Kudi         |                  | Kudee             | Rayong    | Gruppo di Ko Samet                                           | 12°35′02.04″N 101°30′36.36″E |
| Ko Khangkhao    |                  |                   | Rayong    | Gruppo di Ko Samet                                           | 12°34′46.56″N 101°30′37.44″E |
| Ko Kham         | เกาะเสม็ด         |                   | Rayong    | Gruppo di Ko Samet                                           | 12°35′40.2″N 101°30′32.4″E   |
| Ko Yangklao     |                  | Yungklao          | Rayong    | Gruppo di Ko Samet                                           | 12°33′28.08″N 101°34′08.76″E |
| Ko Thalu        |                  |                   | Rayong    | Gruppo di Ko Samet                                           | 12°33′20.52″N 101°34′10.2″E  |
| Ko Man Nai      | เกาะมันใน         | Man Nai           | Rayong    | Gruppo di Ko Samet, zona est                                 | 12°36′41.04″N 101°41′16.8″E  |
| Ko Man Khlang   | เกาะมันกลาง       | Man Glang         | Rayong    | Gruppo di Ko Samet, zona est                                 | 12°35′51″N 101°41′31.2″E     |
| Ko Man Nok      | เกาะมันนอก        | Mun Nok, Mun Nawk | Rayong    | Gruppo di Ko Samet, zona est                                 | 12°35′02.76″N 101°41′49.2″E  |

## Isole presso la Cambogia
| Nome          | Nome thailandese | Nomi alternativi  | Provincia | Arcipelago                                      | Coordinate                 |
| ------------- | ---------------- | ----------------- | --------- | ----------------------------------------------- | -------------------------- |
| Ko Chang      | เกาะช้าง          |                   | Trat      |                                                 | 12°03′36″N 102°19′48″E     |
| Ko Ngam       | เกาะง่าม          |                   | Trat      | Parco Nazionale Ko Chang                        | 11°57′03.6″N 102°26′34.8″E |
| Ko Phrao Nai  | เกาะพร้าวใน       |                   | Trat      | Parco Nazionale Ko Chang                        | 11°58′55.2″N 102°23′13.2″E |
| Ko Phrao Nok  | เกาะพร้าวนอก      |                   | Trat      | Parco Nazionale Ko Chang                        | 11°58′22.8″N 102°23′31.2″E |
| Ko Chang Noi  | เกาะช้างน้อย       |                   | Trat      | Parco Nazionale Ko Chang                        |                            |
| Ko Yuak       |                  |                   | Trat      | Parco Nazionale Ko Chang                        |                            |
| Ko Man Nai    | เกาะมันใน         |                   | Trat      | Parco Nazionale Ko Chang                        |                            |
| Ko Man Nok    | เกาะมันนอก        | Mun Nok           | Trat      | Parco Nazionale Ko Chang                        |                            |
| Ko Klum       | เกาะคลุ้ม          | Kloom             | Trat      | Parco Nazionale Ko Chang                        | 11°54′50.4″N 102°21′14.4″E |
| Mu Ko Lao Ya  | หมู่เกาะเหลายา     | Moo Koh Lao Ya    | Trat      | Coppia di isole del Parco Nazionale Ko Chang    | 11°56′31.2″N 102°24′25.2″E |
| Ko Lao Ya Nai | เกาะเหลายาใน     |                   | Trat      | Parco Nazionale Ko Chang                        | 11°56′31.2″N 102°24′25.2″E |
| Ko Lao Ya Nok | เกาะเหลายานอก    |                   | Trat      | Parco Nazionale Ko Chang                        | 11°55′51.6″N 102°24′39.6″E |
| Ko Wai        | เกาะหวาย         |                   | Trat      | Parco Nazionale Ko Chang                        | 11°54′00″N 102°24′18″E     |
| Mu Ko Mai Si  |                  | Moo Koh Mai See   | Trat      | Coppia di isole del Parco Nazionale Ko Chang    | 11°56′45.6″N 102°28′30″E   |
| Ko Mai Si Yai |                  |                   | Trat      | Parco Nazionale Ko Chang                        | 11°56′45.6″N 102°28′30″E   |
| Ko Mai Si Lek |                  |                   | Trat      | Parco Nazionale Ko Chang                        | 11°57′18″N 102°29′49.2″E   |
| Ko Bai Dang   | เกาะไปแดง        |                   | Trat      | Parco Nazionale Ko Chang                        | 11°53′52.8″N 102°27′03.6″E |
| Ko Chan       |                  |                   | Trat      | Parco Nazionale Ko Chang                        | 11°54′57.6″N 102°28′22.8″E |
| Ko Kut        | เกาะกูด           | Ko Kuut, Koh Koot | Trat      | Parco Nazionale Ko Chang                        | 11°39′36″N 102°34′12″E     |
| Ko Mak        | เกาะหมาก         | Ko Maak           | Trat      | Parco Nazionale Ko Chang                        | 11°49′08.4″N 102°28′48″E   |
| Ko Phi        | เกาะพี            |                   | Trat      | Parco Nazionale Ko Chang                        |                            |
| Ko Kham       | เกาะขาม          |                   | Trat      | Parco Nazionale Ko Chang                        |                            |
| Ko Rayang Nok |                  |                   | Trat      | Parco Nazionale Ko Chang                        | 11°47′52.8″N 102°27′03.6″E |
| Ko Kradat     | เกาะกระดาษ       |                   | Trat      | Parco Nazionale Ko Chang                        | 11°50′24″N 102°31′39″E     |
| Mu Ko Rang    | หมู่เกาะรัง         | Moo Ko Rang       | Trat      | Gruppo di 12 isole del Parco Nazionale Ko Chang | 11°48′00″N 102°23′13.2″E   |
| Ko Rang       | เกาะรัง           |                   | Trat      | Parco Nazionale Ko Chang                        | 11°48′00″N 102°23′13.2″E   |
| Ko Tun        |                  |                   | Trat      | Parco Nazionale Ko Chang                        | 11°46′26.4″N 102°23′34.8″E |

## Isole della costa occidentale
| Nome         | Nome thailandese | Nomi alternativi        | Provincia           | Arcipelago                       | Coordinate                 |
| ------------ | ---------------- | ----------------------- | ------------------- | -------------------------------- | -------------------------- |
| Ko Sai       | เกาะทราย         | Ko Singto (Lion Island) | Prachuap Khiri Khan | Isole Pran (al largo di Hua Hin) | 12°28′58.8″N 100°00′00″E   |
| Ko Sadao     | เกาะสะเดา        | Ko Tao                  | Prachuap Khiri Khan | Isole Pran (al largo di Hua Hin) | 12°27′57.6″N 100°00′00″E   |
| Ko Khi Nok   | เกาะขี้นก          | Ko Nok                  | Prachuap Khiri Khan | Isole Pran (al largo di Hua Hin) | 12°28′58.8″N 100°00′00″E   |
| Ko Kolam     |                  | Koh Kolum               | Prachuap Khiri Khan | Costa di Prachuap Khiri Khan     | 12°13′58.8″N 100°00′57.6″E |
| Ko Kolam Sao |                  |                         | Prachuap Khiri Khan | Costa di Prachuap Khiri Khan     | 12°13′51.6″N 100°00′57.6″E |
| Ko Sattakut  |                  |                         | Prachuap Khiri Khan | Costa di Prachuap Khiri Khan     | 12°12′00″N 100°00′57.6″E   |
| Ko Rom Thale |                  |                         | Prachuap Khiri Khan | Costa di Prachuap Khiri Khan     | 12°10′58.8″N 100°00′57.6″E |
| Ko Sing      |                  |                         | Prachuap Khiri Khan | Costa di Prachuap Khiri Khan     | 11°03′00″N 99°31′58.8″E    |
| Ko Talu      |                  |                         | Prachuap Khiri Khan | Costa di Prachuap Khiri Khan     |                            |

## Isole meridionali (golfo del Siam)
| Nome           | Nome thailandese | Nomi alternativi | Provincia   | Arcipelago                       | Coordinate              |
| -------------- | ---------------- | ---------------- | ----------- | -------------------------------- | ----------------------- |
| Ko Kra         |                  |                  | Chumphon    | Mu Ko Chumphon                   | 10°15′N 99°15′E         |
| Ko Ran Gai     |                  |                  | Chumphon    | Mu Ko Chumphon                   |                         |
| Ko Ran Bod     |                  |                  | Chumphon    | Mu Ko Chumphon                   |                         |
| Ko Jarakae     | เกาะจรเข้         |                  | Chumphon    | Mu Ko Chumphon                   |                         |
| Ko Ngam Yai    | เกาะงามใหญ่       |                  | Chumphon    | Mu Ko Chumphon                   |                         |
| Ko Ngam Noi    | เกาะงามน้อย       |                  | Chumphon    | Mu Ko Chumphon                   |                         |
| Ko Lak Ngam    |                  |                  | Chumphon    | Mu Ko Chumphon                   |                         |
| Ko Samet       |                  |                  | Chumphon    | Mu Ko Chumphon                   |                         |
| Ko Matra       |                  |                  | Chumphon    | Mu Ko Chumphon                   |                         |
| Ko Mapow       |                  |                  | Chumphon    | Mu Ko Chumphon                   |                         |
| Ko Lawa        |                  |                  | Chumphon    | Mu Ko Chumphon                   |                         |
| Ko Thalu       |                  |                  | Chumphon    | Mu Ko Chumphon                   |                         |
| Ko Kalok       |                  |                  | Chumphon    | Mu Ko Chumphon                   |                         |
| Ko Rangkajiw   |                  |                  | Chumphon    | Mu Ko Chumphon                   |                         |
| Ko Lak Raet    |                  |                  | Chumphon    | Mu Ko Chumphon                   |                         |
| Ko Kula        |                  |                  | Chumphon    | Mu Ko Chumphon                   | 10°15′N 99°15′E         |
| Ko Klaep       |                  |                  | Chumphon    | Mu Ko Chumphon                   |                         |
| Ko Khram       |                  |                  | Chumphon    | Mu Ko Chumphon                   |                         |
| Ko Samui       | เกาะสมุย          |                  | Surat Thani | Samui-Pha Ngan-Tao               | 9°30′N 100°00′E         |
| Ko Pha Ngan    | เกาะพะงัน         |                  | Surat Thani | Samui-Pha Ngan-Tao               | 9°45′N 100°02′E         |
| Ko Nang Yuan   |                  |                  | Surat Thani | Samui-Pha Ngan-Tao               |                         |
| Ko Tao         | เกาะเต่า          |                  | Surat Thani | Samui-Pha Ngan-Tao               | 10°05′24″N 99°50′16.8″E |
| Ko Phaluai     |                  |                  | Surat Thani | Parco Nazionale Ang Thong (sud)  |                         |
| Ko Tu          |                  |                  | Surat Thani | Parco Nazionale Ang Thong (sud)  |                         |
| Ko Khluai      |                  |                  | Surat Thani | Parco Nazionale Ang Thong (sud)  |                         |
| Ko Lak         |                  |                  | Surat Thani | Parco Nazionale Ang Thong (sud)  |                         |
| Ko Mu Dang     |                  | Ko Moo Dang      | Surat Thani | Parco Nazionale Ang Thong (sud)  |                         |
| Ko Tao Pun     |                  |                  | Surat Thani | Parco Nazionale Ang Thong (sud)  |                         |
| Ko Kang Tak    |                  |                  | Surat Thani | Parco Nazionale Ang Thong (sud)  |                         |
| Ko Pai Luek    |                  |                  | Surat Thani | Parco Nazionale Ang Thong (est)  |                         |
| Ko Wua Te      |                  |                  | Surat Thani | Parco Nazionale Ang Thong (est)  |                         |
| Ko Chae        |                  |                  | Surat Thani | Parco Nazionale Ang Thong (est)  |                         |
| Ko Wua Talah   |                  |                  | Surat Thani | Parco Nazionale Ang Thong (nord) |                         |
| Ko Phi         |                  | Koh Pee          | Surat Thani | Parco Nazionale Ang Thong (nord) |                         |
| Ko Mae Koh     |                  |                  | Surat Thani | Parco Nazionale Ang Thong (nord) |                         |
| Ko Hin Tak     |                  |                  | Surat Thani | Parco Nazionale Ang Thong (nord) |                         |
| Ko Sam Sao     |                  |                  | Surat Thani | Parco Nazionale Ang Thong (nord) |                         |
| Ko Ao Rad      |                  |                  | Surat Thani | Parco Nazionale Ang Thong (nord) |                         |
| Ko Pae Yat     |                  |                  | Surat Thani | Parco Nazionale Ang Thong (nord) |                         |
| Ko Pra         |                  |                  | Surat Thani | Parco Nazionale Ang Thong (nord) |                         |
| Ko Wua Kantang |                  |                  | Surat Thani | Parco Nazionale Ang Thong (nord) |                         |
| Ko Chang Trom  |                  |                  | Surat Thani | Parco Nazionale Ang Thong (nord) |                         |
| Ko Sano Ban    |                  |                  | Surat Thani | Parco Nazionale Ang Thong (nord) |                         |
| Ko Lae         |                  |                  | Surat Thani | Parco Nazionale Ang Thong (nord) |                         |
| Ko Wa Noi      |                  |                  | Surat Thani | Parco Nazionale Ang Thong (nord) |                         |
| Ko Wa Yai      |                  |                  | Surat Thani | Parco Nazionale Ang Thong (nord) |                         |
| Ko Hin Dap     |                  |                  | Surat Thani | Parco Nazionale Ang Thong (nord) |                         |
| Ko Nai Put     |                  |                  | Surat Thani | Parco Nazionale Ang Thong (nord) |                         |
| Ko Ka          |                  |                  | Surat Thani | Parco Nazionale Ang Thong (nord) |                         |
| Ko Rod         |                  |                  | Surat Thani | Parco Nazionale Ang Thong (nord) |                         |
| Ko Ngam        |                  |                  | Surat Thani | Parco Nazionale Ang Thong (nord) |                         |
| Ko Tai Plao    |                  |                  | Surat Thani | Parco Nazionale Ang Thong (nord) |                         |

## Isole meridionali (mare delle Andamane)
| Nome          | Nome thailandese | Nomi alternativi | Provincia | Arcipelago              | Coordinate               |
| ------------- | ---------------- | ---------------- | --------- | ----------------------- | ------------------------ |
| Ko Chang      |                  |                  | Ranong    | Arcipelago di Ko Chang  |                          |
| Ko Sin Hai    |                  |                  | Ranong    | Arcipelago di Ko Chang  |                          |
| Ko Dom        |                  |                  | Ranong    | Arcipelago di Ko Chang  |                          |
| Ko Plai       |                  |                  | Ranong    | Arcipelago di Ko Chang  |                          |
| Ko Talu       |                  |                  | Ranong    | Arcipelago di Ko Chang  |                          |
| Ko Phayam     | เกาะพยาม         | Payam            | Ranong    |                         |                          |
| Ko Kang Khao  | เกาะค้างคาว       |                  | Ranong    |                         |                          |
| Mu Ko Kom     | หมู่เกาะกำ         | Moo Ko Kam       | Ranong    |                         |                          |
| Ko Kam        | เกาะกำ           | Ko Kom           | Ranong    | Gruppo Mu Ko Khom       |                          |
| Ko Kam Tok    | เกาะกำตก         | Ko Kom Tok       | Ranong    | Gruppo Mu Ko Khom       |                          |
| Ko Kam Yai    |                  | Ko Kom Yai       | Ranong    | Gruppo Mu Ko Khom       |                          |
| Ko Kam Nui    |                  | Ko Kom Nui       | Ranong    | Gruppo Mu Ko Khom       |                          |
| Koh Surin Nua |                  |                  | Phang Nga | Gruppo Mu Ko Surin      |                          |
| Koh Surin Tai |                  |                  | Phang Nga | Gruppo Mu Ko Surin      |                          |
| Koh Ri        |                  |                  | Phang Nga | Gruppo Mu Ko Surin      |                          |
| Koh Kai       |                  |                  | Phang Nga | Gruppo Mu Ko Surin      |                          |
| Koh Klang     |                  |                  | Phang Nga | Gruppo Mu Ko Surin      |                          |
| Ko Similan    | เกาะสิมิลัน         |                  | Phang Nga |                         | 8°39′N 97°39′E           |
| Ko Bangu      |                  |                  | Phang Nga | Mu Ko Similan           | 8°39′14.4″N 97°39′00″E   |
| Ko Payu       |                  |                  | Phang Nga | Mu Ko Similan           | 8°35′24″N 97°38′16.8″E   |
| Ko Miang      |                  |                  | Phang Nga | Mu Ko Similan           | 8°36′00″N 97°38′13.2″E   |
| Ko Payang     |                  |                  | Phang Nga | Mu Ko Similan           | 8°29′52.8″N 97°38′45.6″E |
| Ko Huyang     |                  |                  | Phang Nga | Mu Ko Similan           | 8°28′44.4″N 97°39′00″E   |
| Ko Tachai     |                  |                  | Phang Nga | Mu Ko Similan           |                          |
| Ko Born       |                  | Ko Bon           | Phang Nga | Mu Ko Similan           |                          |
| Ko Ra         |                  |                  | Phang Nga | Costa nord di Phang Nga |                          |
| Ko Kad        |                  | Ko Khat          | Phang Nga | Costa nord di Phang Nga |                          |
| Ko Ko Khao    |                  |                  | Phang Nga | Costa nord di Phang Nga |                          |

## Isole meridionali (baia di Phang Nga)
| Nome             | Nome thailandese | Nomi alternativi      | Provincia | Arcipelago             | Coordinate                 |
| ---------------- | ---------------- | --------------------- | --------- | ---------------------- | -------------------------- |
| Ko Nom Sao       | เกาะนมสาว        | Ko Ok Meri            | Phang Nga | Baia di Phang Nga      |                            |
| Ko Raya Ring     |                  |                       | Phang Nga | Baia di Phang Nga      |                            |
| Ko Ping Kan      | เกาะเขาพิงกัน      |                       | Phang Nga | Baia di Phang Nga      |                            |
| Ko Mak           |                  |                       | Phang Nga | Baia di Phang Nga      |                            |
| Ko Na Khae       |                  |                       | Phang Nga | Baia di Phang Nga      |                            |
| Ko Tapu          | เกาะตะปู          | "Isola di James Bond" | Phang Nga |                        | 8°16′31.36″N 98°30′02.02″E |
| Ko Hong          |                  |                       | Phang Nga | Baia di Phang Nga      |                            |
| Ko Yai           |                  |                       | Phang Nga | Baia di Phang Nga      |                            |
| Ko Batang        |                  |                       | Phang Nga | Baia di Phang Nga      |                            |
| Ko Rai           |                  |                       | Phang Nga | Baia di Phang Nga      |                            |
| Ko Boi Noi       |                  |                       | Phang Nga | Baia di Phang Nga      |                            |
| Ko Boi Yai       |                  |                       | Phang Nga | Baia di Phang Nga      |                            |
| Ko Dang          |                  |                       | Phang Nga | Baia di Phang Nga      |                            |
| Ko Kudu Yai      |                  |                       | Phang Nga | Baia di Phang Nga      |                            |
| Ko Nui           |                  |                       | Phang Nga | Baia di Phang Nga      |                            |
| Ko Sup           |                  |                       | Phang Nga | Baia di Phang Nga      |                            |
| Ko Panyi         |                  | Ko Panyee             | Phang Nga | Baia di Phang Nga      |                            |
| Ko Panak         |                  | Koh Panas             | Phang Nga | Baia di Phang Nga      |                            |
| Ko Yao Yai       | เกาะยาวใหญ่       |                       | Phang Nga | Baia di Phang Nga      |                            |
| Ko Yao Noi       | เกาะยาวน้อย       |                       | Phang Nga | Baia di Phang Nga      |                            |
| Ko Rung Nok      |                  |                       | Phang Nga | Baia di Phang Nga      |                            |
| Mu Ko Phi Phi    | หมู่เกาะพีพี         |                       | Krabi     | Gruppo di 6 isole      |                            |
| Ko Phi Phi Don   | เกาะพีพีดอน        |                       | Krabi     | Mu Ko Phi Phi          |                            |
| Ko Phi Phi Leh   | เกาะพีพีเล         |                       | Krabi     | Mu Ko Phi Phi          |                            |
| Ko Bida Nok      | เกาะปิดะนอก       |                       | Krabi     | Mu Ko Phi Phi          |                            |
| Ko Bida Noi      | เกาะปิดะใน        |                       | Krabi     | Mu Ko Phi Phi          |                            |
| Ko Mai Phai      | เกาะไม้ไฟ่         | Ko Mai Pai            | Krabi     | Zona nord di Krabi     |                            |
| Ko Phai          | เกาะไฟ่           | Ko Pai                | Krabi     | Zona nord di Krabi     |                            |
| Ko Yoong         | เกาะยูง           |                       | Krabi     | Zona nord di Krabi     |                            |
| Ko Chong Lat     |                  |                       | Krabi     | Zona nord di Krabi     |                            |
| Ko Phudu Yai     |                  |                       | Krabi     | Zona nord di Krabi     |                            |
| Ko Pak Bia       |                  |                       | Krabi     | Zona nord di Krabi     |                            |
| Ko Hong (Krabi)  |                  |                       | Krabi     | Zona nord di Krabi     |                            |
| Ko Ngang         |                  |                       | Krabi     | Zona nord di Krabi     |                            |
| Ko Pu            | เกาะปู            | Koh Pu / Koh Poo      | Krabi     | Zona centrale di Krabi | 7°58′N 98°20′E             |
| Ko Kai           |                  | Koh Gai               | Krabi     | Zona centrale di Krabi | 7°58′N 98°20′E             |
| Ko Poda          |                  |                       | Krabi     | Zona centrale di Krabi | 7°58′N 98°20′E             |
| Ko Lanta Yai     | เกาะลันตาใหญ่      |                       | Krabi     | Mu Ko Lanta            | 7°35′N 99°03′E             |
| Ko Lanta Noi     | เกาะลันตาน้อย      |                       | Krabi     | Mu Ko Lanta            | 7°35′N 99°03′E             |
| Ko Bu Bu         |                  |                       | Krabi     | Mu Ko Lanta            | 7°35′N 99°03′E             |
| Ko Po            |                  |                       | Krabi     | Mu Ko Lanta            | 7°35′N 99°03′E             |
| Ko Klang (Krabi) |                  |                       | Krabi     | Mu Ko Lanta            | 7°35′N 99°03′E             |
| Ko Ma            |                  |                       | Krabi     | Mu Ko Lanta            | 7°35′N 99°03′E             |
| Ko Ha            |                  |                       | Krabi     | Mu Ko Lanta            | 7°35′N 99°03′E             |
| Phuket           | ภูเก็ต             |                       | Phuket    |                        | 7°58′N 98°20′E             |
| Ko Lon           | เกาะ???          |                       | Phuket    |                        | 7°58′N 98°20′E             |
| Ko Mai Thon      | เกาะไม้ท่อน        |                       | Phuket??? |                        | 7°58′N 98°20′E             |
| Ko Maphrao       | เกาะมะพร้าว       |                       | Phuket??? |                        | 7°58′N 98°20′E             |
| Ko Ngam (Phuket) |                  |                       | Phuket    |                        | 7°58′N 98°20′E             |
| Ko Naka Yai      |                  |                       | Phuket    |                        | 7°58′N 98°20′E             |
| Ko Naka Noi      |                  |                       | Phuket    |                        | 7°58′N 98°20′E             |
| Ko Raet          |                  |                       | Phuket    |                        | 7°58′N 98°20′E             |
| Ko Siray         |                  |                       | Phuket    |                        | 7°58′N 98°20′E             |
| Ko Rang Yai      |                  |                       | Phuket    |                        | 7°58′N 98°20′E             |
| Ko Rang Noi      |                  |                       | Phuket    |                        | 7°58′N 98°20′E             |
| Ko Tapao         |                  |                       | Phuket    |                        | 7°58′N 98°20′E             |
| Ko Kaeo Yai      | เกาะ???          |                       | Phuket    |                        | 7°58′N 98°20′E             |
| Ko Kaeo          | เกาะ???          |                       | Phuket    |                        | 7°58′N 98°20′E             |
| Ko Bon           | เกาะ???          |                       | Phuket    |                        | 7°58′N 98°20′E             |
| Ko Hae           | เกาะ???          | Coral Island          | Phuket    |                        | 7°58′N 98°20′E             |
| Ko Aeo           | เกาะ???          |                       | Phuket    |                        | 7°58′N 98°20′E             |

## Isole dell'estremo sud
| Nome         | Nome thailandese | Nomi alternativi | Provincia | Arcipelago    | Coordinate           |
| ------------ | ---------------- | ---------------- | --------- | ------------- | -------------------- |
| Ko Hin Muang | เกาะหินม่วง        |                  |           |               |                      |
| Ko Hin Daeng | เกาะหินแดง        |                  |           |               |                      |
| Ko Rok Nok   |                  |                  |           |               |                      |
| Ko Rok Nai   |                  |                  |           |               |                      |
| Ko Ngai      | เกาะ???          |                  | Trang     |               | 7.414811° 99.204858° |
| Ko Kradan    | เกาะกระดาน       |                  | Trang     |               | 7.308577° 99.255441° |
| Ko Muk       | เกาะ???          | Koh Mook         | Trang     |               | 7.373312° 99.295516° |
| Ko Racha Yai | เกาะราชาใหญ่      | Koh Racha        |           |               | 7.598466° 98.366353° |
| Ko Sukhon    | เกาะ???          |                  |           |               |                      |
| Ko Talibong  |                  |                  |           |               |                      |
| Ko Tarutao   | เกาะตะรุเตา       |                  | Satun     | Mu Ko Tarutao |                      |
| Ko Klang     | เกาะกลาง         |                  | Satun     | Mu Ko Tarutao |                      |
| Ko Lek       | เกาะเหล็ก         |                  | Satun     | Mu Ko Tarutao |                      |
| Ko Adang     | เกาะอาดัง         |                  | Satun     | Mu Ko Tarutao |                      |
| Ko Rawi      | เกาะราวี          |                  | Satun     | Mu Ko Tarutao |                      |
| Ko Lipe      | เกาะหลีเป๊ะ        |                  | Satun     | Mu Ko Tarutao |                      |
| Ko Dong      | เกาะดง           |                  | Satun     | Mu Ko Tarutao |                      |

## Isole fluviali e lacustri
| Nome          | Nome thailandese | Nomi alternativi | Provincia   | Fiume/lago          | Coordinate               |
| ------------- | ---------------- | ---------------- | ----------- | ------------------- | ------------------------ |
| Ko Lamphu     | เกาะลำพู          |                  | Surat Thani | Fiume Tapi          | 9°08′06″N 99°18′03.6″E   |
| Ko Lamphu Rai | เกาะลำพูราย       |                  | Trat        | Foce del fiume Trat | 12°12′00″N 102°34′58.8″E |
| Ko Kret       |                  |                  | Nonthaburi  | Fiume Chao Phraya   |                          |
| Rattanakosin  |                  |                  | Bangkok     | Fiume Chao Phraya   |                          |

## Altre isole
- Ko Lim
- Ko Mun
- Ko Pli
- Ko Rom
- Ko Rayang Nai
- Ko Rayang Nok
- Ko Salak
- Ko Suwan
- Ko Yuak
- Ko Tasai
- Ko Payang
- Ko Racha Yai
- Ko Kra
- Ko Lek
- Ko Losin
- Ko Phra Thong
- Ko Nan
- Ko Thong
- Ko Nakaya
- Ko Nakae
- Ko Kapang
- Ko Yi
- Ko Kaya
- Ko Si boya
- Ko Lapu Le
- Ko A Dang
- Koh Bulon

## Galleria d'immagini
|  |  |  |
|  |  |  |